# Coggon (Iowa)
Coggon es una ciudad situada en el condado de Linn, en el estado de Iowa, Estados Unidos. Según el censo de 2010 tenía una población de 658 habitantes.

## Historia
Coggon fue fundada en 1853. El lema de la ciudad es "The One and Only" (en español, "El único"), esto debido a que no existe ninguna otra ciudad con el mismo nombre en el mundo. Anteriormente, el lema era "Some bigger, none better" (en español, "Algunos grandes, ninguno mejor"). En 1953 la ciudad fue afectada por un tornado que destruyo la parte norte de la ciudad. La ciudad alberga a los equipos de béisbol y Sóftbol The Coggon Rockets.

## Geografía
Según la Oficina del Censo de los Estados Unidos, la localidad tiene un área total de 1,67 km², de los cuales 1,62 km² corresponden a tierra firme y el restante 0,05 km² a agua, que representa el 2,99% de la superficie total de la localidad.

## Demografía
Según el censo de 2010, había 658 personas residiendo en la localidad. La densidad de población era de 394,01 hab./km². Había 288 viviendas con una densidad media de 172,46 viviendas/km². El 99,7% de los habitantes eran blancos, el 0,15% afroamericanos y el 0,15% pertenecía a dos o más razas. El 0,46% de la población eran hispanos o latinos de cualquier raza.